# セルゲイ・ディアミドフ
セルゲイ・ディアミドフ（ロシア語: Сергей Викторович Диомидов、英語: Sergey Viktorovich Diomidov、1943年7月9日 - 2024年3月10日）は、1964年東京オリンピックと1968年メキシコシティーオリンピックに出場したソビエト連邦の元体操選手。 
1964年と1968年のオリンピックにおいて団体総合で銀メダルを獲得し、1968年のオリンピックの跳馬で銅メダルを獲得した。
平行棒の新技「ディアミドフ」を開発した。

## 略歴
1961年から1967年までの間、ウズベキスタンの首都タシケントのAmy Forces Clubで訓練を受けた。 
1968年、モスクワに移り、CSKAクラブでKonstantin Karakashyantsのコーチを受けた。  
1972年に引退し、中佐の階級を保持している。
2024年3月10日に訃報が発表された。81歳没。

## 体操競技の経歴
オリンピックチームのメダルとは別に、1966年と1970年の世界選手権で銀メダルチームの一員だった。
1966の世界選手権では、平行棒で金メダルを獲得した。
さらに、ソビエト連邦とヨーロッパの選手権でメダルを獲得した
。

## 平行棒の技
「ディアミドフ」は平行棒の技名。
逆立ちから体を支えながら振り下ろし、片手を離して体を一回転ひねってから、逆立ちで握り直すというものである
。 
「スタッツの逆立ち」に似ているが、違いは、スタッツは半回転のみで、両手を離すことである
。

「ディアミドフの演技」
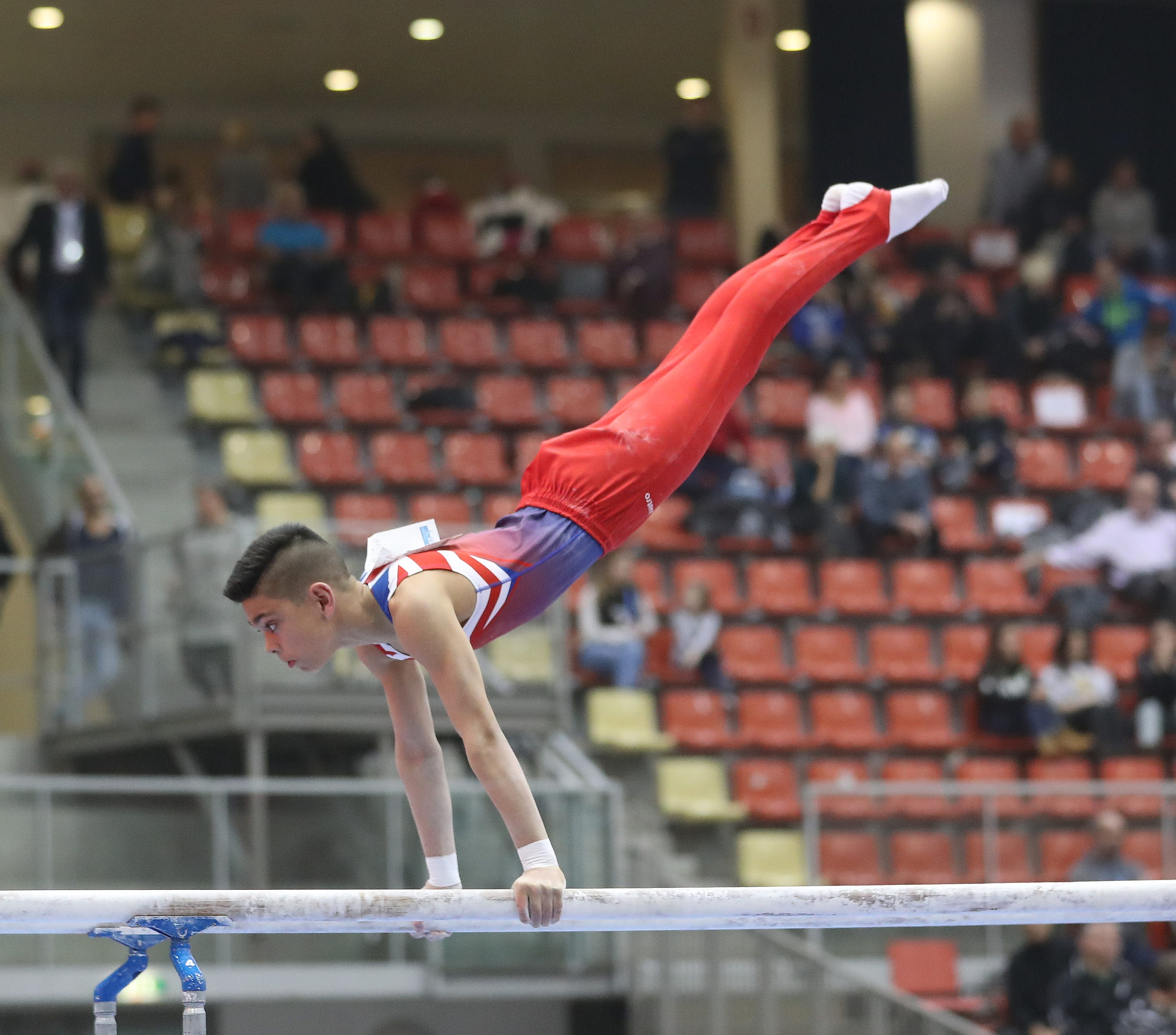
Austrian Future Cup 2018での若い体操選手の演技
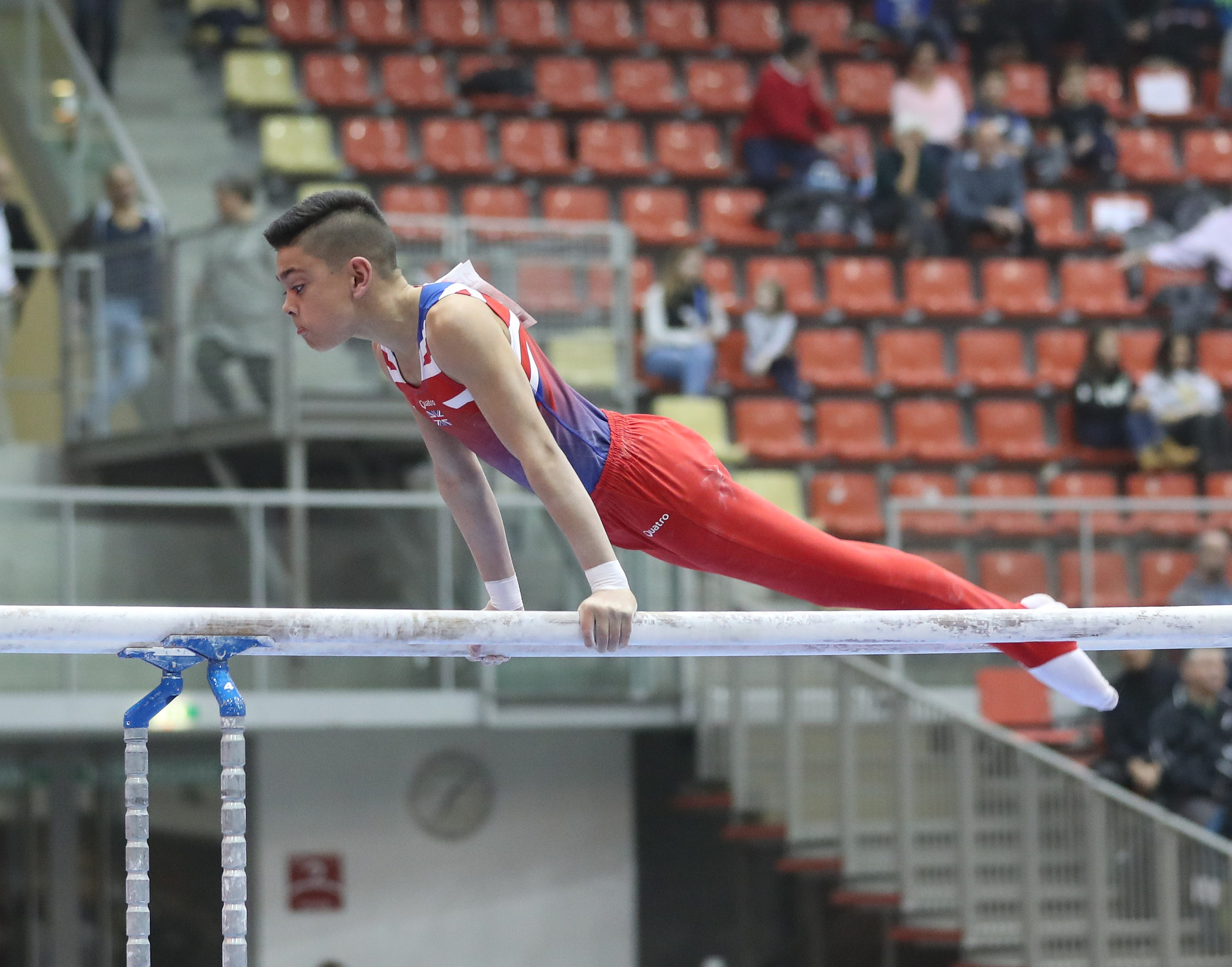
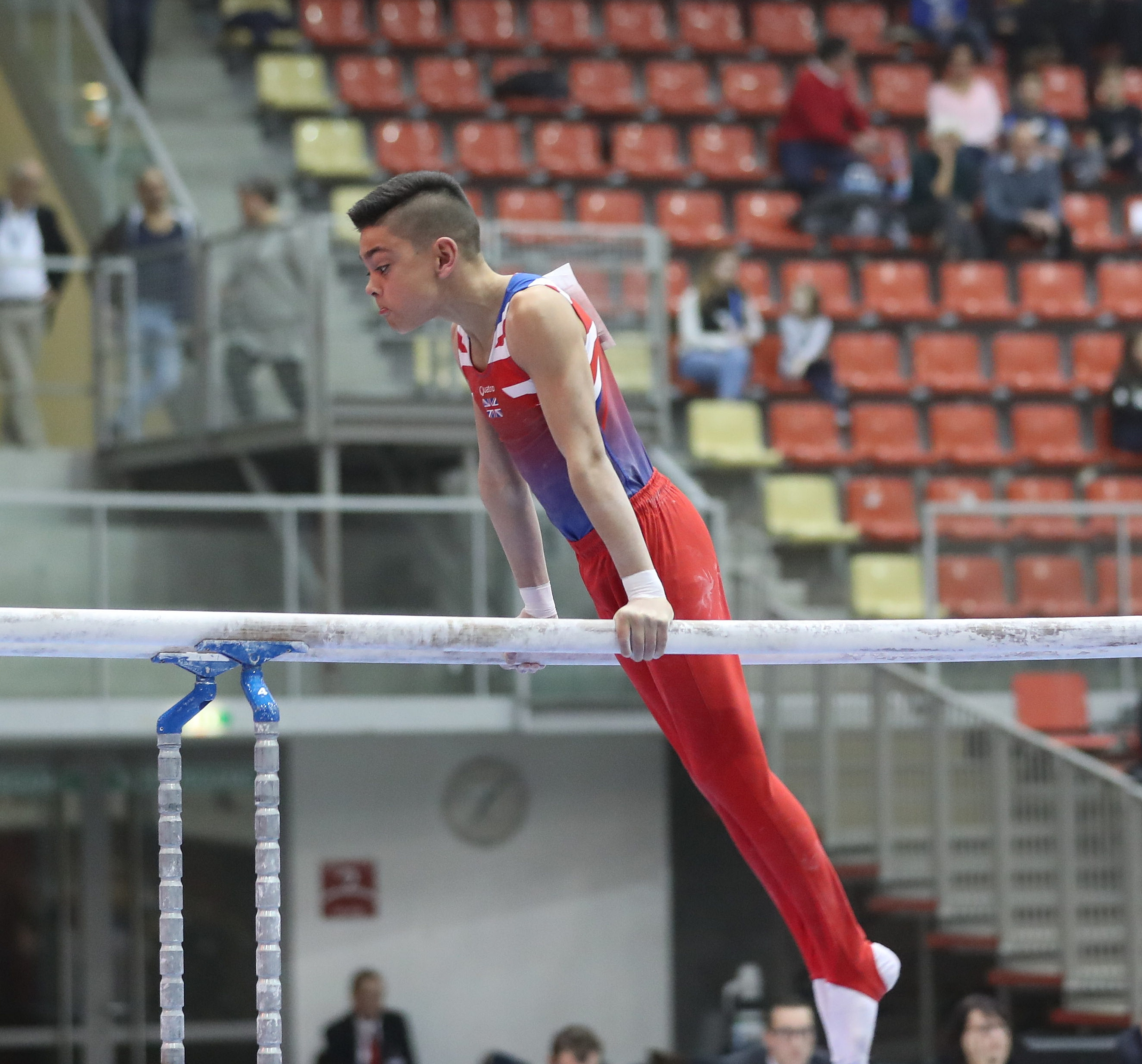
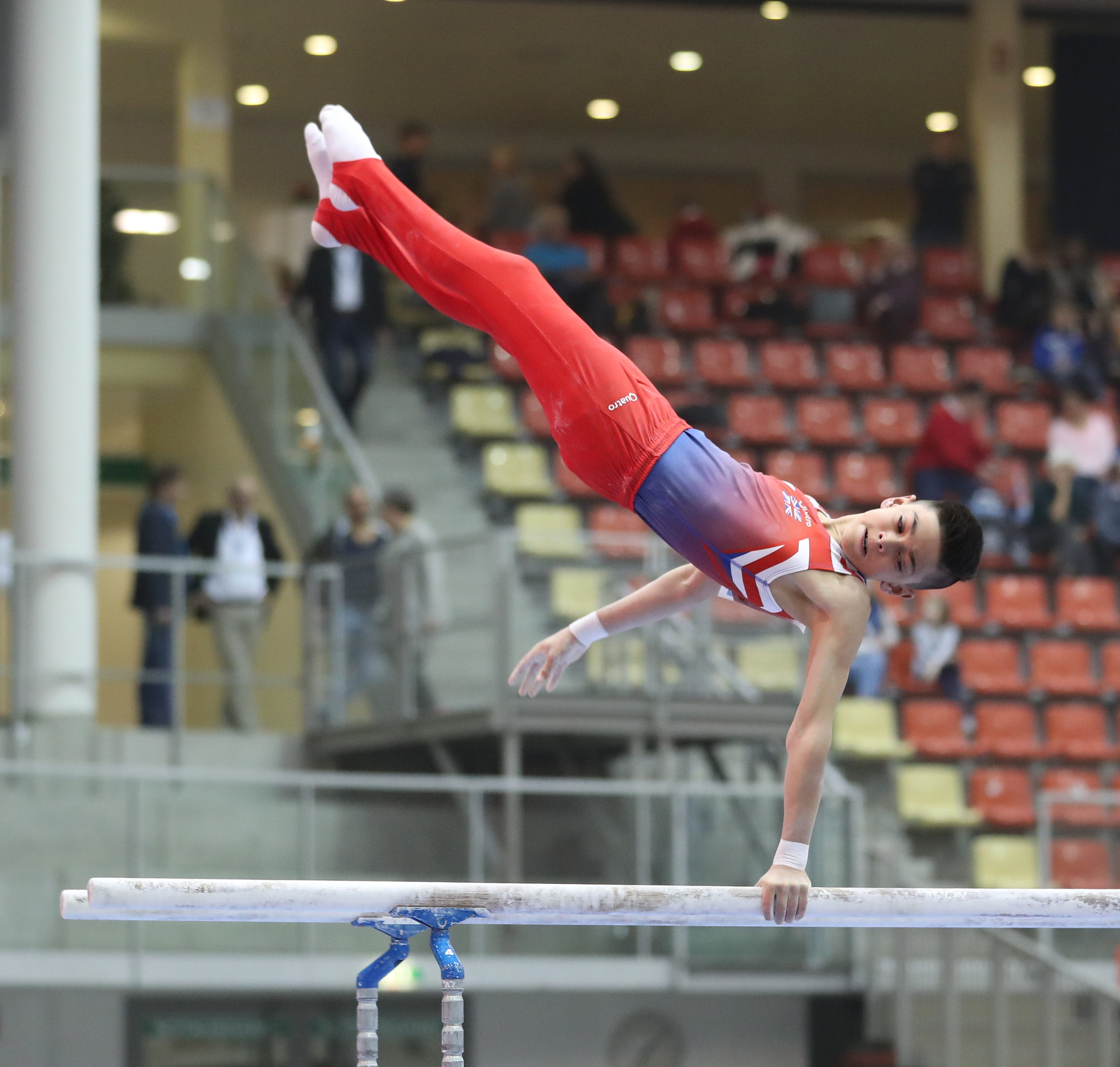
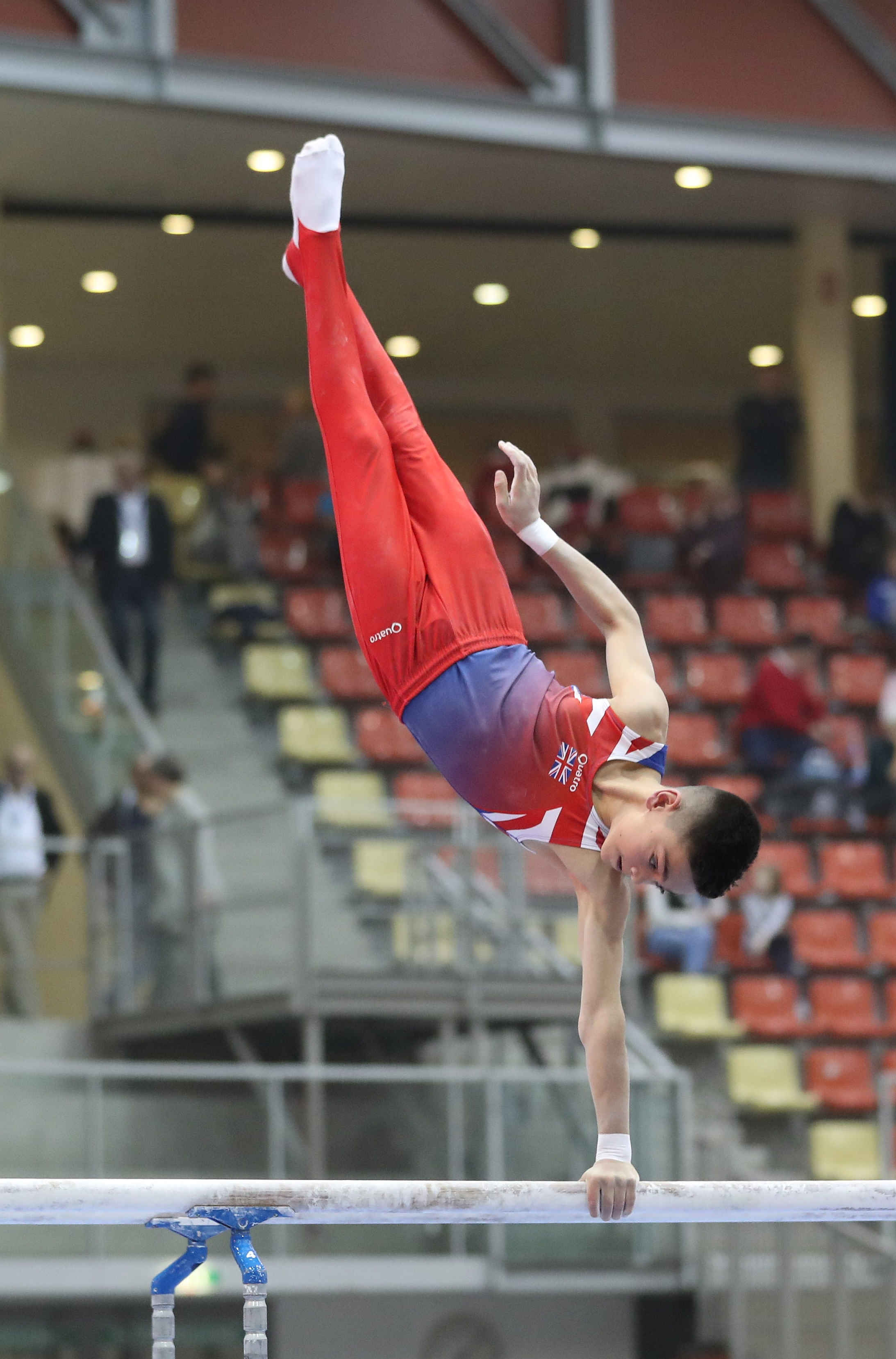
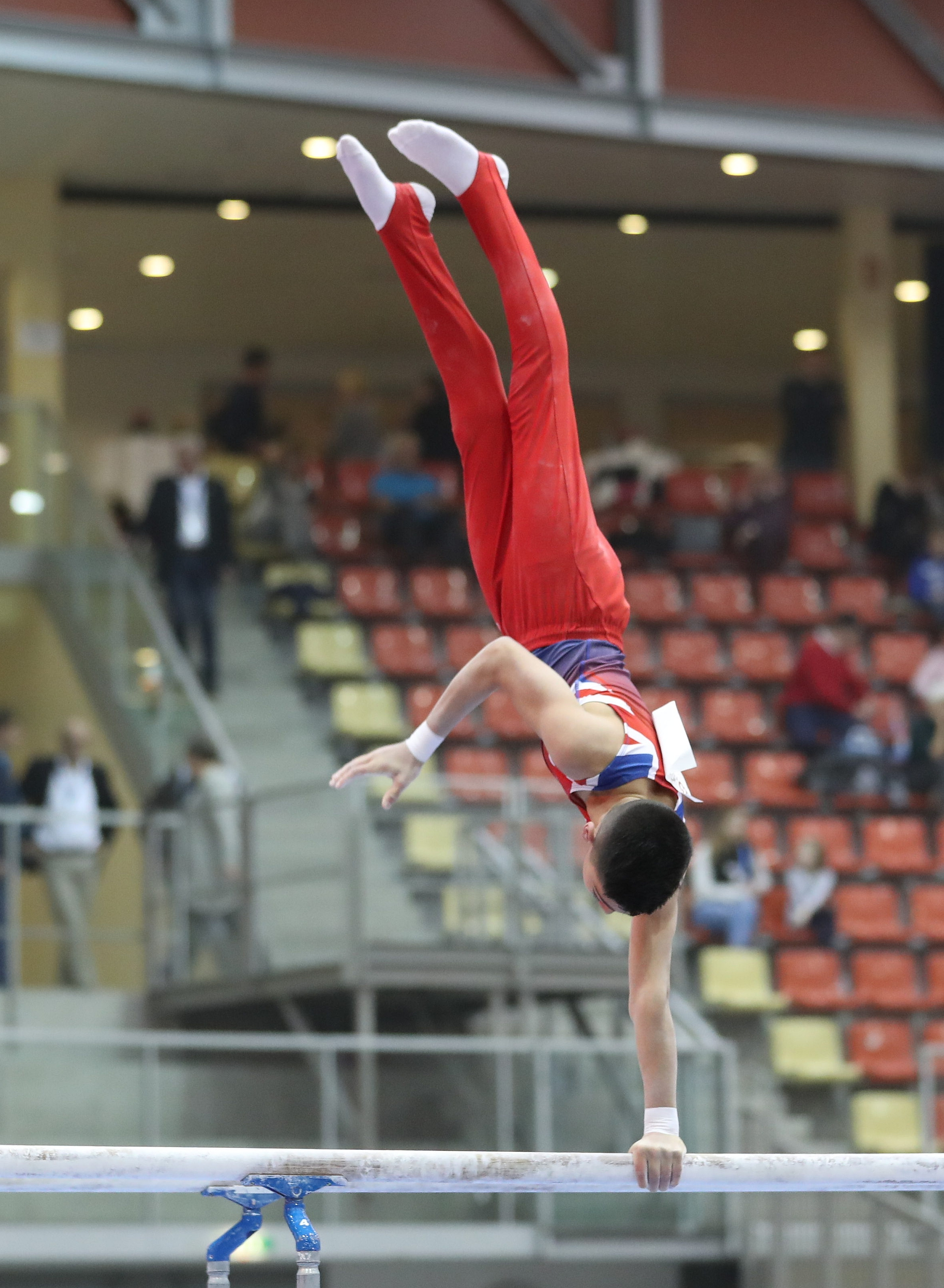
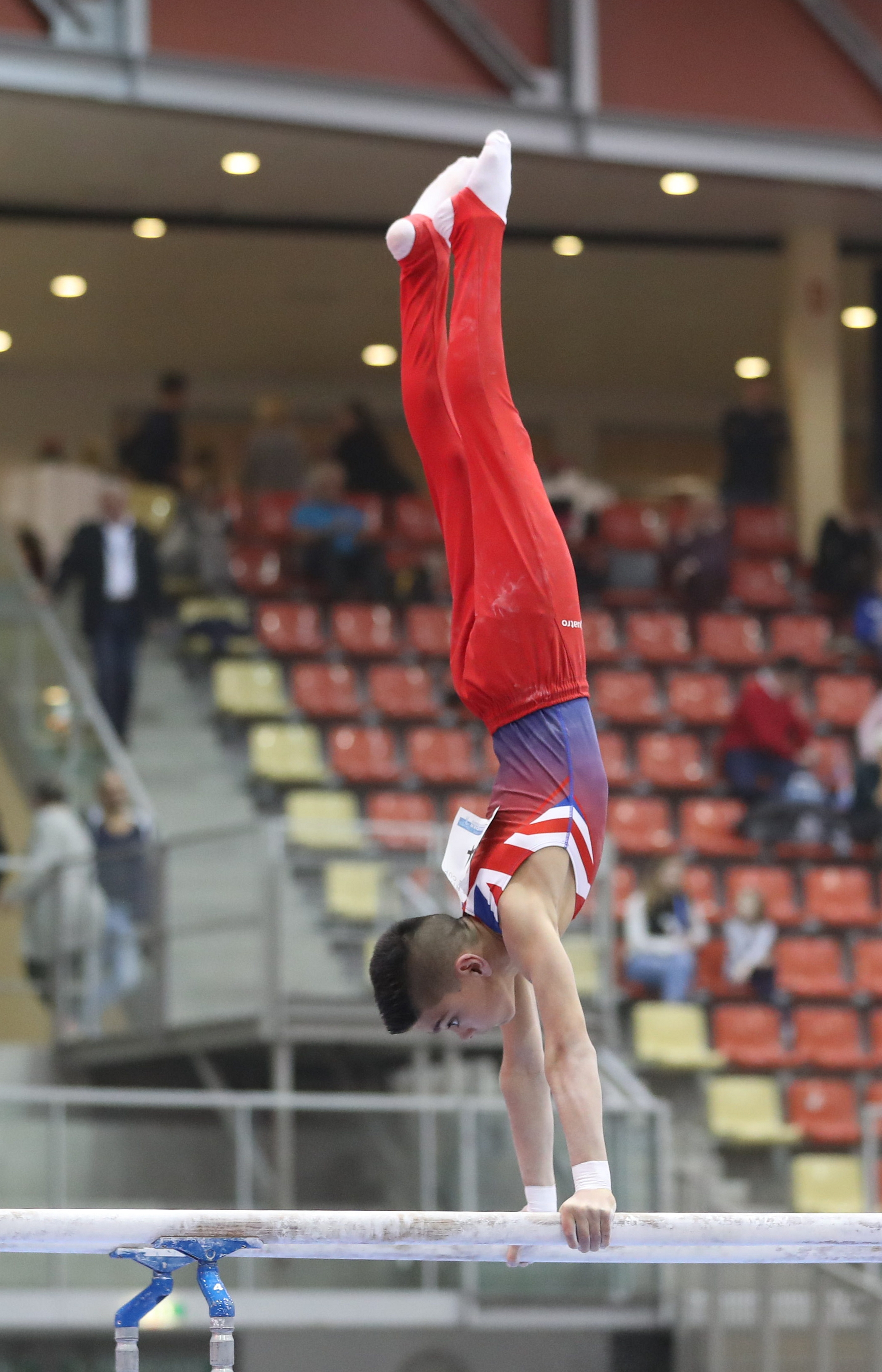